# 에스토니아의 정당
에스토니아의 정당 목록이다. 현재 에스토니아의 경우 다당제로 운영하고 있으며, 1994년에 설립된 에스토니아 개혁당과 1991년에 설립된 에스토니아 중앙당이 있다.

## 주요 정당
- 에스토니아 개혁당 - 자유주의
- 에스토니아 중앙당 - 사회자유주의, 중도주의
- 에스토니아 사회민주당 - 사회민주주의
- 조국과 공화국을 위한 연합 - 국민보수주의, 보수주의, 기독교민주주의
- 에스토니아 자유당 - 자유보수주의, 국민보수주의
- 에스토니아 국민보수당 - 민족주의, 국민보수주의, 직접민주주의, 우익대중주의

## 비주류 정당
- 에스토니아 녹색당 - 녹색 정치
- 에스토니아 독립당 - 유럽회의주의, 민족주의
- 에스토니아 연합좌파당 - 사회민주주의, 생태주의, 러시아계 소수 정치
- 에스토니아 기독교민주당 - 기독교민주주의, 유럽회의주의